# USS LST-285
O USS LST-285 foi um navio de guerra norte-americano da classe LST que operou durante a Segunda Guerra Mundial.